# Tondi Kiré (Niamey)
Tondi Kiré ist ein Weiler im Arrondissement Niamey IV der Stadt Niamey in Niger.

## Geographie
Der Weiler liegt am nördlichen Rand des ländlichen Gemeindegebiets von Niamey an einem Trockental. Zu den umliegenden Siedlungen zählen die Weiler Kouara Béri und Maouri Windi im Südwesten.

## Bevölkerung
Bei der Volkszählung 2012 hatte Tondi Kiré 329 Einwohner, die in 35 Haushalten lebten. Bei der Volkszählung 2001 betrug die Einwohnerzahl 191 in 30 Haushalten.